# Ryan Leak
Ryan Leak (Burton upon Trent, 28 febbraio 1998) è un calciatore gallese, difensore del Ross County.

## Biografia
Suo fratello minore Tom è a sua volta un calciatore professionista.

## Carriera

### Club
Leak inizia a giocare nelle giovanili del Wolverhampton nel 2005, all'età di 7 anni, rimanendovi fino al 2018; dal 2016 al 2018 viene inoltre anche aggregato alla prima squadra, con cui viene portato occasionalmente in partita, nella seconda divisione inglese. Durante questi anni gioca anche una partita nel Football League Trophy 2016-2017 con la formazione Under-21 dei Wolves.
Nell'estate del 2018 dopo 13 anni lascia per la prima volta il club passando in prestito nella prima divisione gallese ai The New Saints. Dopo una rete in 12 partite di campionato, nel gennaio del 2018 il prestito viene interrotto e Leak dopo breve tempo passa sempre in prestito al Telford Utd, club con il quale nella seconda metà della stagione disputa 2 partite nella sesta divisione inglese. Nella stagione 2018-2019 viene invece ceduto in prestito al Jumilla, con cui gioca 30 partite nella terza divisione spagnola.
Continua a giocare in questa stessa categoria anche dal 2019 al 2021: dopo essersi svincolato dal Wolverhampton firma infatti un contratto con il Burgos, club con la cui maglia nell'arco di un biennio gioca in totale 25 partite in questa categoria. All'inizio della stagione 2021-2022 sostiene un provino con il Burton Albion, club della sua città natale, militante nella terza divisione inglese, terminato il quale firma un contratto biennale con i gialloneri. Nella stagione 2021-2022 gioca in totale 16 partite in campionato, 2 partite in FA Cup (competizione nella quale realizza anche la sua unica rete stagionale), una partita in Coppa di Lega e 3 partite nel Football League Trophy. Nell'estate del 2022 viene ceduto a titolo definitivo al Salford City, club della quarta divisione inglese, con cui firma un contratto biennale: qui nel corso della stagione 2022-2023 riesce a ritagliarsi un ruolo da titolare fisso, segnando 2 reti in 38 partite di campionato giocate, a cui aggiunge complessive 9 presenze nelle varie coppe nazionali inglesi.
Nell'estate del 2023 viene ceduto al Ross County, club della prima divisione scozzese, con cui dopo aver giocato 33 partite di campionato rimane anche nel corso della stagione 2024-2025.

### Nazionale
Tra il 2014 ed il 2015 ha giocato 2 partite con la nazionale gallese Under-17.